# Neoscelio
Neoscelio (лат.) — род наездников из подсемейства Scelioninae (Scelionidae, или Platygastridae, по другим классификациям). В Австралии и Индии встречается 6 видов.

## Описание
Мелкие наездники-сцелиониды, длина 3—5 мм. Neoscelio можно определить по длинным щетинкам на глазах и отсутствию постмаргинальной жилки на переднем крыле. Усики 12-члениковые и у самок и у самцов. Число максиллярных пальпомеров: 3. Число лабиальных пальпомеров: 2. Скафион отсутствует. Лапки 5-члениковые. На средних и задних голенях по одной шпоре. У самок 6 тергитов (T7 внутренний) и 6 стернитов, у самцов 8 тергитов и 7 стернитов.

## Систематика
Известно 6 видов. Маснер (1976) поместил Neoscelio в трибу Calliscelionini подсемейства Scelioninae. Он также указал на возможное родство с Dichoteleas. В 1981 году Михаил Козлов выделил род в отдельную трибу Neoscelionini.
- Neoscelio agilis Dodd, 1926 — Австралия[6]
- Neoscelio gloriosus Dodd, 1913 — Австралия[7]
- Neoscelio lateralis Dodd, 1926 — Австралия[6]
- Neoscelio orientalis Mukerjee, 1994 — Индия (Уттаранчал)[8][9]
- Neoscelio pulchralis Dodd, 1926 — Австралия[6]
- Neoscelio rubidus Dodd, 1926 — Австралия[6]